# Roger Fenton
Pour les articles homonymes, voir Fenton.
Roger Fenton né le 28 mars 1819 à Heywood (à l'époque Lancashire et aujourd'hui Grand Manchester) et mort le 8 août 1869 à Potters Bar (alors dans le Middlesex et actuellement dans le Hertfordshire) est un photographe britannique.
Pionnier de la photographie, il devint le premier photographe de guerre, lorsqu'il photographia la guerre de Crimée.

## Biographie
Roger Fenton a étudié la peinture et le droit. Il a notamment étudié la peinture à Paris, dans l'atelier de Paul Delaroche. Lors d'un voyage à Paris entre 1841 et 1851, il a probablement rencontré le photographe Gustave Le Gray qui a également travaillé avec Delaroche. Il a fait plusieurs séjours à Paris durant cette période. De retour en Angleterre, il décide de se perfectionner en photographie. En 1852, il voyage en Russie pour photographier la construction d'un pont suspendu sur le Dniepr et en profite pour faire des photos à Kiev, Moscou et Saint-Pétersbourg pour le compte de l'ingénieur Charles Vignoles.
Il fonde en 1853 la Royal Photographic Society et en 1854 commence à faire des portraits pour la famille royale. Il est toujours le secrétaire honoraire de la Royal Photographic Society lorsqu'il obtient le titre, et la mission, de photographe officiel de la Guerre de Crimée, ce qui fait de lui le premier reporter de guerre de l'histoire de la photographie. Il est déjà à cette époque un photographe reconnu en Grande-Bretagne.

### La campagne de Crimée

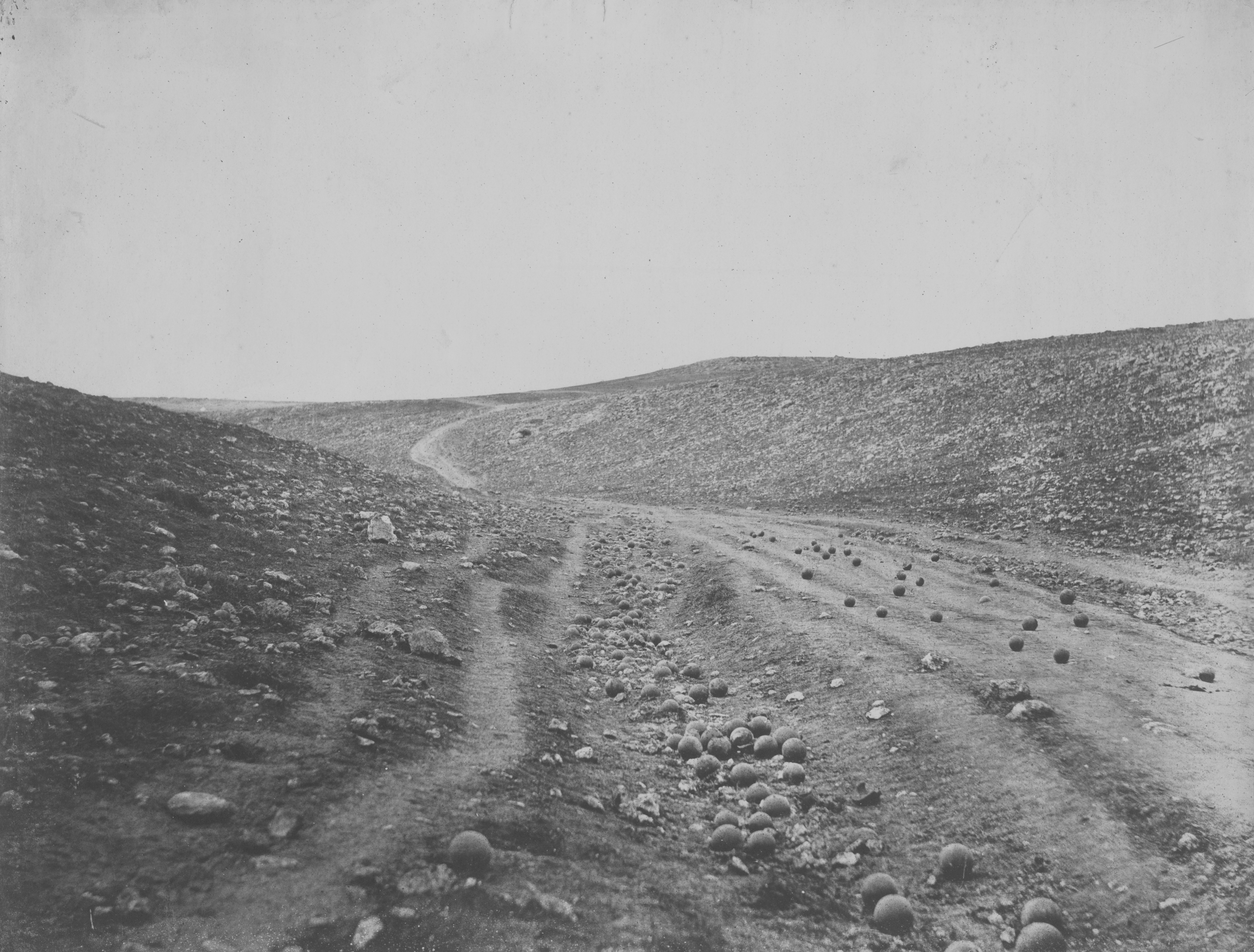
Valley of the Shadow of Death (La vallée de l'ombre de la mort), tirage sur papier salé de, prise de vue du 23 avril 1855 et tirage original d'époque, conservé à la bibliothèque du Congrès, Washington.

Le gouvernement britannique avait déjà essayé de joindre une mission photographique à l'armée de Crimée, mais lors de la première tentative, le navire chargé du matériel et de la première équipe fit naufrage et fut perdu corps et biens. Lors de la seconde tentative, les officiers, trop hâtivement formés à cette technique, alors fort délicate, ne purent jamais obtenir de résultats satisfaisants, aussi décida-t-on de faire appel à la Royal Photographic Society, et Fenton fut volontaire. Il obtint un financement de la part du Ministère de la Guerre, de la Couronne et d'un éditeur de livres illustrés sur l'actualité, Thomas Agnew.

### Une roulotte photographique

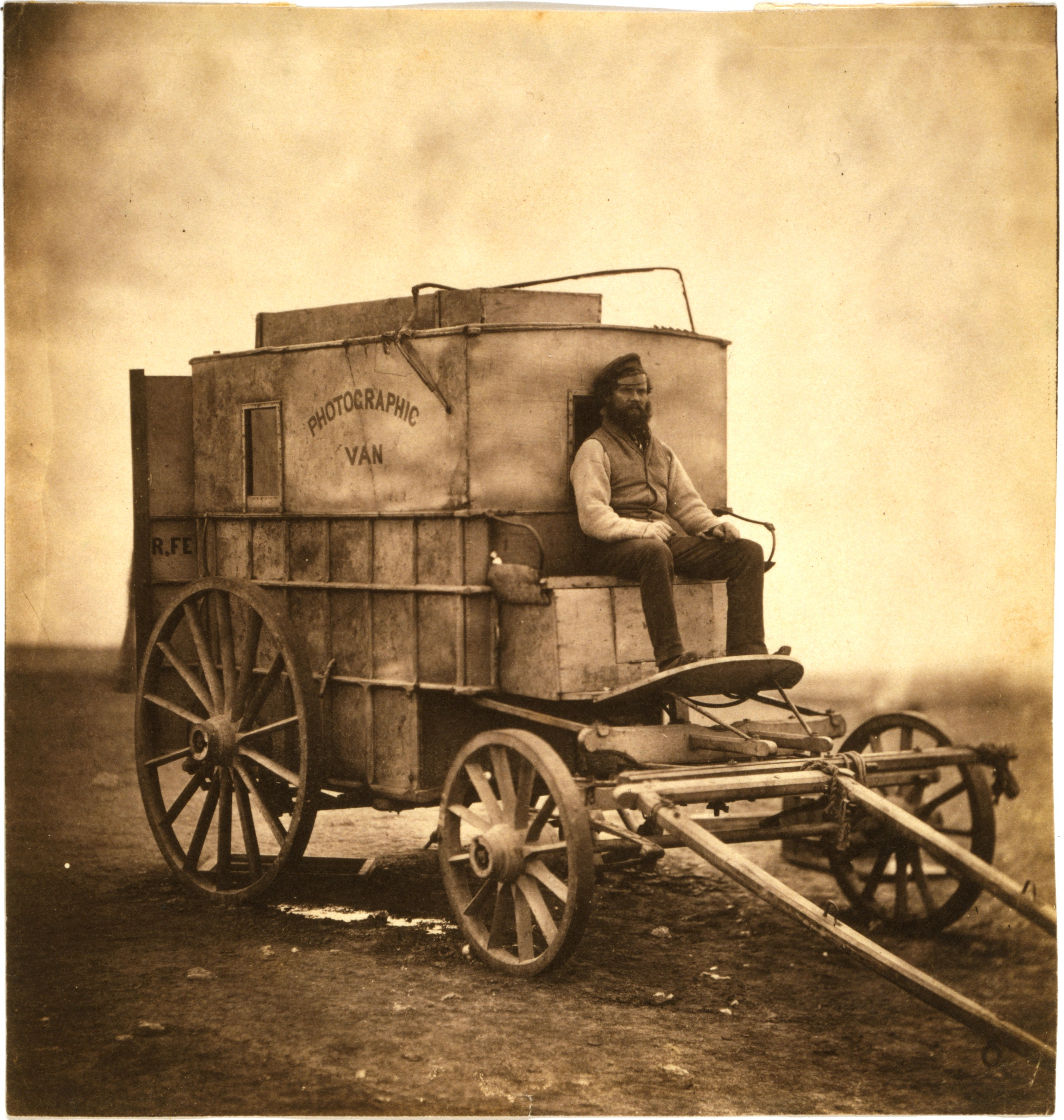
Marcus Sparling, l'assistant de Fenton et la roulotte photographique.

Il se fit alors construire une roulotte photographique, emplit 36 coffres de matériel, engagea un cuisinier et un assistant, Marcus Sparling, et embarqua sur le navire Hecla à destination de la Crimée en février 1855.
De mars à juin 1855, ils prirent environ 360 photos dans des conditions particulièrement difficiles. Il fallait travailler dès l'aube pour éviter que la chaleur intense ne détériore les bains, il fallait éviter les tirs de l'artillerie russe qui visaient régulièrement sa roulotte mystérieuse et très reconnaissable, et il fallait échapper à l'insistance des soldats qui voulaient tous se faire photographier ! Sans parler des problèmes liés aux déplacements d'une roulotte lourdement chargée au milieu d'un champ de bataille.
En mission officielle — on dirait aujourd'hui de relations publiques — il n'a photographié que les aspects « acceptables » de la guerre : pas de soldats morts après l'assaut, pas de blessés dans les postes de secours, pas de malades agonisant. Fenton a-t-il volontairement photographié une guerre « propre » en vue de défendre la politique de son pays ou bien n'a-t-il pas eu la possibilité d'en montrer les aspects les plus effrayants ? Il est évident que, compte tenu du matériel utilisé (la lourde chambre photographique, les plaques de verre, etc.) il ne pouvait que travailler avant ou après les combats, et hors de portée de l'ennemi. Il semble bien que son intention était, dans les limites imposées par les circonstances et la technique disponible, de montrer ce qu'était la guerre dans ces contrées lointaines. Il voulait informer, être un témoin, à une époque où la photographie était considérée comme représentant la vérité du moment.
Il a ainsi fait un reportage sur les positions occupées par les armées alliées, le port, les fortifications, et sur les protagonistes (côté Alliés), les généraux, les officiers et les soldats sur leurs positions retranchées.
À la fin du mois de juin, atteint par le choléra qui faisait des ravages dans les rangs britanniques, il fut forcé de rentrer en Angleterre, peu de temps avant la bataille décisive de Sébastopol. C'est James Robertson et Felice Beato, arrivés peu de temps après, qui en feront quelques photographies.
À son retour en Angleterre, ses images sont célèbres et il est reçu par la Reine Victoria. Ses photographies sont exposées à Londres et à Paris ; des gravures sur bois sont réalisées d'après les plus remarquables d'entre elles qui sont publiées dans le Illustrated London News.
Il poursuit une carrière de photographe de paysages et d'architecture jusqu'en 1862, date à laquelle il abandonne la photographie pour se consacrer exclusivement au droit.

Œuvres de Roger Fenton
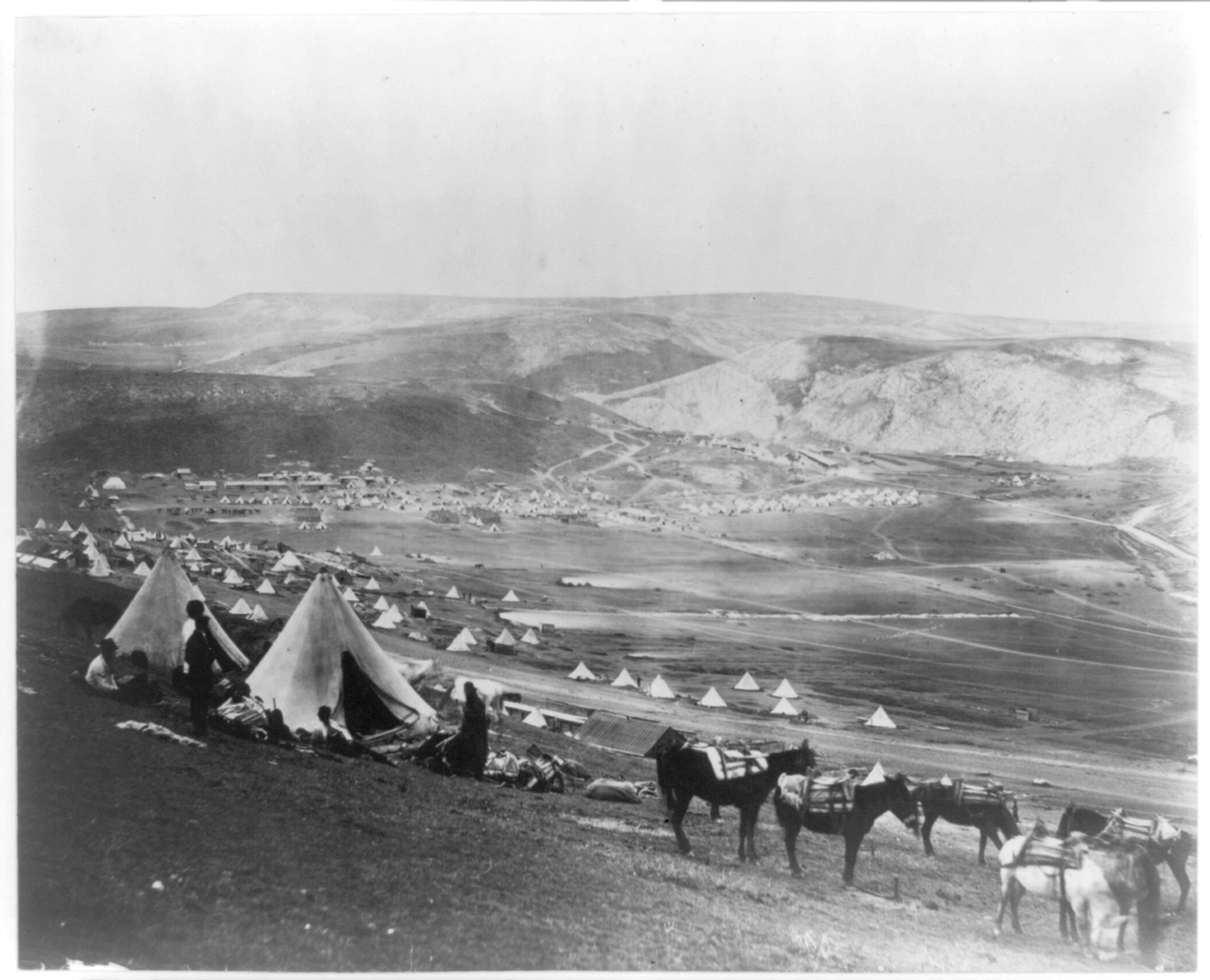
Camp de cavalerie près de Balaklava.
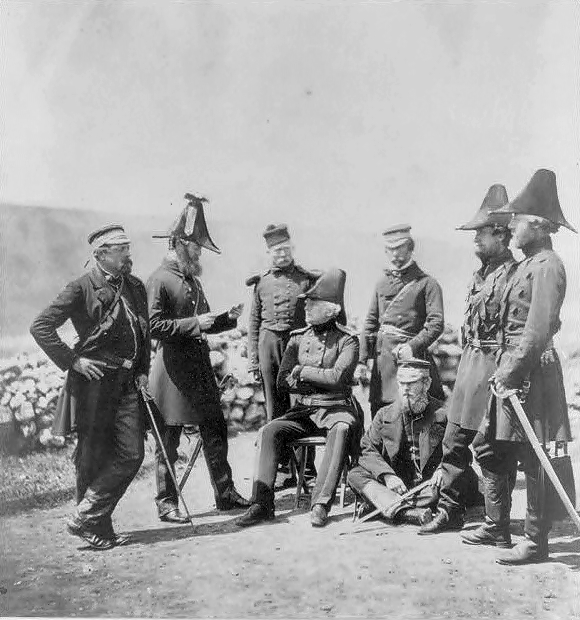
Le Lieutenant général sir George Brown et son état-major.

## Expositions
- Château de Chantilly, cabinet des estampes, Aux origines du reportage de guerre, du 13 novembre 2021 au 27 février 2022.